# IC 4500
IC 4500 је елиптична галаксија у сазвјежђу Волар која се налази на листи објеката дубоког неба у Индекс каталогу.
Деклинација објекта је + 37° 28' 58" а ректасцензија 14h 44m 35,5s. Привидна величина (магнитуда) објекта IC 4500 износи 14,7 а фотографска магнитуда 15,7. IC 4500 је још познат и под ознакама MCG 6-32-91, CGCG 192-57, ARAK 457, NPM1G +37.0449, PGC 52656.